# Biezymiannoje (obwód amurski)
Biezymiannoje (ros. Безымянное) – wieś (ros. seło) w południowo-wschodniej Rosji, terytorialnie i administracyjnie należąca do rejonu buriejskiego, w obwodzie amurskim. 
Według danych statystycznych z 2016 roku wieś Biezymiannoje zamieszkiwało 107 mieszkańców.